# 封印された入り江
『封印された入り江』（ふういんされたいりえ、The Bay of Silence）は2020年のアメリカ合衆国・イギリスのスリラー映画。監督はパウラ・ファン・デル・ウースト、出演はクレス・バングとオルガ・キュリレンコなど。リーサ・セイント・オービン ドゥ・テランが1986年に発表した小説『The Bay of Silence』を原作としている。
日本では劇場未公開だが、WOWOWで放映された。

## ストーリー
建築家のウィルは、写真家であるシングルマザーのロザリンドと結婚し、8歳の双子の娘たちと共にロンドンの新居で暮らし始めた。ロザリンドは、エージェントであり裕福な画廊の老オーナーでもあるミルトンによって写真家として成功しつつあった。
ウィルとの息子のアマデオを早産した頃から精神的に不安定になるロザリンド。ある日、ウィルが帰宅すると家から妻子の姿が消えていた。ロザリンドの持ち物を調べて、彼女が14歳の時に有名写真家であるレイグンのモデルになったことを知るウィル。レイグンは既に故人で、その別荘はノルマンディの鄙(ひな)びた港町にあった。
ノルマンディの廃屋となった別荘でロザリンドと双子を発見するウイル。しかし、赤ん坊のアマデオは死んでいた。ロザリンドが心神喪失で我を失っていた為にアマデオを死なせたと察したウイルは、赤ん坊を密かに海岸に埋めて妻子を連れ帰った。帰りがけに、ピエールという地元の男に、懐かしげに抱きつくロザリンド。
ロンドンに戻り、ロザリンドが14才から統合失調症だったと初めて聞かされるウイル。ノルマンディで写真家レイグンの助手だったピエールにレイプされた事が原因だと話すロザリンドの母親。だが、ロザリンド自身、病んで記憶が曖昧なためにレイプについて証言できず、息子のアマデオが死んだことすら、すでに忘れ去っていた。
ロザリンドに届いた古いスーツケースから写真のネガを発見し、14才のロザリンドをレイプし撮影したのが、レイグンであることに気付くウィル。記憶がなく混乱するロザリンドを自分の屋敷に連れ去り、ウィルから引き離すミルトン。実はミルトンも、レイプの共犯だったのだ。
ロザリンドを取り返そうとミルトンの屋敷に乗り込み、逆に殺されかけるウィル。そこに現れ、ウィルとロザリンドを逃がすピエール。ピエールはレイプ犯として長く服役し、復讐の機会を狙っていたのだ。ピエールによってミルトンは殺され、ロザリンドは回復した。

## キャスト
- ウィル・ウォルシュ: クレス・バング
- ロザリンド・パリザー: オルガ・キュリレンコ
  - 子供時代: クリステン・デイヴィス
- ヴィヴィアン・パリザー: アリス・クリーグ - ロザリンドの母親。
- ピエール・ローレン: アッサード・ブアーブ（英語版）
  - 子供時代: マックス・フランケル
- ミルトン・ハンター: ブライアン・コックス - ヴィヴィアンの元夫。
- マルシア: キャロライン・グッドオール
- キュレーター: ダンカン・ダフ（英語版）

## 製作
2018年4月、クレス・バング、オルガ・キュリレンコ、ブライアン・コックスの出演が決まった。7月、本作の主要撮影がイングランドのニューカッスル周辺で始まった。2019年12月26日、ジョン・スウィハートが本作で使用される楽曲を手掛けるとの報道があった。

## マーケティング
2020年2月20日、ヴァーティカル・エンターテインメントが本作の全米配給権を獲得したと報じられた。7月14日、本作のイギリス版オフィシャル・トレイラーが公開された。21日、本作のアメリカ版オフィシャル・トレイラーが公開された。

## 評価
本作に対する批評家の評価は平凡なものに留まっている。映画批評集積サイトのRotten Tomatoesには33件のレビューがあり、批評家支持率は52%、平均点は10点満点で5.3点、批評家の一致した見解は「『封印された入り江』の真剣な仕上がりはスリラーファンには十分かもしれないが、そのひねりのある重いプロットによってさらにごちゃごちゃしたものになっている。」となっている。また、Metacriticには4件のレビューがあり、加重平均値は44/100となっている。